# ケミセット
ケミセット（Khemisset, アラビア語: الخميسات）はモロッコの都市。2008年時点の人口は111,971人。1912年から1914年にかけてフランスが600mmの狭軌の鉄道路線をラバトから敷いたが1935年に鉄道は廃止されて1942年までに撤去されて、現在は道路でつながっている。

## 姉妹都市
- フランス ル・アーヴル
- フランス モントーバン
- フランス ドルー
- フランス トゥーロン
- フランス マルセイユ
- アルゼンチン ブエノスアイレス
- スウェーデン ストックホルム